# Triplemanía VIII
Triplemanía VIII fue la edición número 8 de Triplemanía, evento de pago por visión de lucha libre profesional producido por la empresa mexicana Asistencia Asesoría y Administración. El evento se realizó el 5 de julio de 2000 desde el Salón Korakuen en Tokio, Japón.
Contando con la menor audiencia de la historia con 1700 espectadores.
Esta edición fue la primera en ser realizada en otro país que no es (México), Japón.

## Resultados
- Octagoncito derrotó a Mini Abismo Negro
  - Octagoncito cubrió a Mini Abismo Negro con un "Paquetito"
- El Apache derrotó a El Novillero
  - El Apache le aplicó al novillero una llave con la cual hizo que se rindiera y culminara la lucha
- Cynthia Moreno, El Oriental y Pentagon y Xóchitl Hamada, terminaron en un empate
  - El réferi dio cuenta de 20, porque los luchadores están afuera del encuadrado
- El Hijo del Perro Aguayo, Alebrije (con Cuije) y Path Finder derrotaron a Los Vatos Locos (Charly Manson , Picudo y Espíritu), Los Vipers (Psicosis, Histeria y Maniaco) y Los Japoneses (Genki Horiguchi, Minoru Tanaka & Naomichi Marufuji) en una Elimination Match (por equipos)
  - El hijo del perro Aguayo cubre a Espíritu después de una "Missile Dropkick", a consecuencia de esto Los Vatos Locos y Charly Manson fueron eliminados
  - Marufuji cubrió a Histeria después de aplicarle una "Frog Splash", con esto fueron eliminados Los Viper's.
  - El hijo del perro Aguayo cubrió a uno de los Japoneses después de hacerle una "Missile Dropkick" a Horiguchi, con esto fueron eliminados los Japoneses
- Heavy Metal y Tiger Mask IV derrotaron a Kick Boxer y Yoshinobu Kanemaru
  - Heavy Metal cubrió a Kick Boxer después de aplicarle una "Casita".
  - Después de la lucha los luchadores siguieron peleando.
- Octagon, Latin Lover, Jushin Thunder Liger y Oyuma derrotaron a El Cibernético, Abismo Negro, Electroshock y CIMA
  - Liger cubrió a Electroshock después de un "Liger Suplex".

## Comentaristas
- Arturo Rivera "El Rudo"
- Andrés Maroñas Escobar
- Jesús Zúñiga

- Datos: Q15733147